# 烏利亞尼夫卡 (瓦西里夫卡區)
47°15′46″N 34°59′7″E / 47.26278°N 34.98528°E
烏利亞尼夫卡（烏克蘭語：Улянівка）是位於烏克蘭東南部的村莊，由扎波羅熱州瓦西里夫卡區的小比洛澤爾卡市鎮負責管轄。該村分別距離托波利內1.5公里和小比洛澤爾卡2.5公里，始建於1794年，面積0.18平方公里，海拔高度77米，2010年人口116。